# Timortrast
Timortrast (Geokichla peronii) är en fågel i familjen trastar inom ordningen tättingar.

## Utseende och läte
Timortrasten är en 19,5–20,5 cm lång trast. Nominatformen (se nedan) är orangebrun ovan och orange- till kastanjefärgad på bröst och flanker. I ansiktet ner till övre delen av bröstet samt från buk till undre stjärttäckare är den vit, med ett brett svart streck bakom ögat och ett till under och lodrätt nedåt. Vidare syns ett svagt orangebrunt mustaschstreck, vita mindre och mellersta vingtäckare, vita spetsar på större täckarna och svartaktiga vingpennor med vita ytterkanter på handpennorna. Näbben är brunsvart, benen lavendelgrå till ljust brunskära. Underarten audacis är mörkare ovan och under än nominatformen.
Sången består av en serie med fraser som var och en utgöras av tre högljdda ringande och stigande visslingar, följt av varierande korrtare stammande eller tjattrande toner.

## Utbredning och systematik
Timortrasten förekommer i östra Små Sundaöarna och delas in i två underarter med följande utbredning:
- Geokichla peronii peronii – förekommer på Roti och västra Timor
- Geokichla peronii audacis – förekommer på östra Timor, Wetar, Romang, Damar och Babar

### Släktestillhörighet
Tidigare placerades arten i släktet Zoothera, men flera DNA-studier visar att timortrast med släktingar står närmare bland andra trastarna i Turdus.

## Levnadssätt
Timortrasten hittas i skogsområden, helst i slutna delar. Den förekommer i låglänta områden upp till 1200 meters höjd. Fågeln födosöker på olika nivåer, både på marken och högt i trädtaket. Den kan ibland ses i grupper om upp till fem fåglar i träd som bär frukt. Häckningsbiologin är okänd.

## Status och hot
Timortrasten har ett litet och fragmenterat utbredningsområde. Den tros också minska till följd av habitatförlust och fångst för vidare försäljning inom burfågelindustrin. Internationella naturvårdsunionen IUCN kategoriserar den som nära hotad.

## Namn
Fågelns vetenskapliga artnamn hedrar François Péron (1775-1810) i franska armén 1792-1795, och naturforskare med på Nicolas Baudins expedition 1800-1804.